# Zac Goldsmith
Frank Zacharias Robin "Zac" Goldsmith (født 20. januar  1975 i London), er en konservativ britisk politiker. Han arbejdede som redaktør-journalist for The Ecologist.
I parlamentsvalget i 2010 blev Goldsmith indvalgt i underhuset for valgkredsen Richmond Park.